# Barometer (Medemblik)
De barometer op de Kaasmarkt, tussen het havenkantoor en de Kwikkelsebrug, in de Noord-Hollandse stad Medemblik is daar in 1878 geplaatst. Het meteorologisch instrument is op 16 december 1996 ingeschreven als rijksmonument. Het is een van de weinige rijksmonumenten die met meteorologie te maken hebben.

## Geschiedenis
De barometer werd in 1878 geschonken door Cornelis Donker, dijkgraaf van de Vier Noorder Koggen. Hij woonde op dat moment 25 jaar in het dijkgraafschap en bood om die reden alle gemeentebesturen in de Vier Noorder Koggen een exemplaar aan.
Het was de wens van de dijkgraaf dat de barometer bij een schoolgebouw zou worden geplaatst, ter lering van de jeugd. De barometer van Medemblik werd aan de gevel van de openbare school aan het Bagijnhof bevestigd. Later werd het instrument op een gietijzeren zuil gezet en verhuisde het naar de huidige locatie.
Naar aanleiding van vragen van inwoners, liet de gemeente Medemblik het instrument in 2014 restaureren en weer in werkende conditie brengen.
Ook in Abbekerk is het geschenk van dijkgraaf Cornelis Donker bewaard gebleven. Daar hangt de barometer aan het Witte Kerkje.

## Omschrijving
De barometer bestaat uit een ronde ijzeren kast met een dichte achterwand. De witte voorzijde is op het noorden, en daarmee naar de straat, gericht. Het instrument staat op een groene, gietijzeren zuil en wordt ondersteund door twee ornamenten. Bovenop de kast staat ook een ornament.
Het instrument is als rijksmonument aangewezen vanwege de typologische waarde en omdat het als 19e-eeuws meteorologisch instrument vrij uniek is.